# 梯氏原燈籠魚
梯氏原燈籠魚（学名：Protomyctophum tenisoni）为輻鰭魚綱燈籠魚目灯笼鱼科原燈籠魚屬的其中一種。分布于南半球46°S-67°S的海域，為深海魚類，體長可達5.4公分。

## 扩展阅读
維基物種上的相關：梯氏原燈籠魚